# European Air Transport Leipzig
European Air Transport Leipzig GmbH, normalmente acortado como EAT Leipzig o EAT-LEJ, es una aerolínea de carga alemana con sede central y hub principal en el Aeropuerto de Leipzig/Halle en Schkeuditz. Es una subsidiaria de DHL Express y, a su vez, de Deutsche Post DHL y opera bajo la marca de DHL. También proporciona servicios chárter que incluyen transporte de ganado.

## Visión general

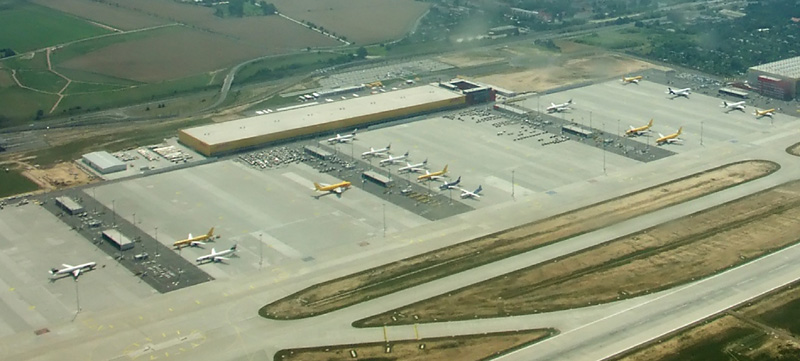
Instalaciones de DHL-EAT en el Aeropuerto de Leipzig/Halle.

La compañía se forma a partir de un acuerdo de fusión el 10 de febrero de 2010 con European Air Transport N.V. Brussels. Dicha compañía fue incorporada a European Air Transport Leipzig GmbH y se fusionó con ella. European Air Transport Leipzig emplea a alrededor de 250 pilotos y 430 miembros de personal técnico. La mayoría de pilotos son belgas y están empleados por una sucursal de EAT en Bruselas. Los nuevos pilotos están contratados por una filial (ACL / DHL UK) o por EAT Gmbh con un contrato con base en Leipzig.

## Destinos
European Air Transport opera servicios a Europa, Oriente Medio y África como parte de la red de DHL Aviation. Además de 75 pequeños destinos, las bases más importantes de DHL Aviation en Europa son:
- Hub principal: Leipzig/Halle, Alemania
- Hubs regionales: 
  - East Midlands, Reino Unido
  - Bruselas, Bélgica
  - Bérgamo, Italia
- Hubs consolidados: 
  - Copenhague, Dinamarca
  - Vitoria , España
- Hubs comerciales: 
  - Ámsterdam, Países Bajos
  - París-Charles de Gaulle, Francia
  - Londres Heathrow, Reino Unido
  - Fráncfort, Alemania
  - Madrid, España
  - Barcelona, España

## Flota
A noviembre de 2023, la flota de European Air Transport Leipzig  constaba de las siguientes aeronaves, con una edad media de 25,6 años:

## Accidentes e incidentes
- El 22 de noviembre de 2003, un Airbus A300 de carga de European Air Transport fue golpeado en el ala izquierda por un misil poco después del despegue en Bagdad, Irak. La tripulación regresó a Bagdad y aterrizó sin sufrir mayores daños. (Véase: Intento de derribo del avión de DHL de 2003).
- El 26 de noviembre de 2020, un Airbus A300-600 carguero de la aerolínea carguera EAT Leipzig, que opera para la empresa de mensajería alemana DHL, realizó un aborto de despegue de alta energía en el Aeropuerto de Bruselas, generando daño en los neumáticos. En el incidente no resultaron personas heridas; las autoridades ya se encuentran realizando una investigación al respecto.[10]